# 48 Dywizja Zmechanizowana
48 Dywizja Zmechanizowana (ros. 48-я мотострелковая дивизия) – związek taktyczny Armii Radzieckiej przejęty przez  Siły Zbrojne Federacji Rosyjskiej.
W końcowym okresie istnienia Związku Socjalistycznych Republik Radzieckich dywizja stacjonowała na terenie Czechosłowacji. W tym czasie wchodziła w skład Centralnej Grupy Wojsk. Dyslokowana do Rosji, a w latach 1990–1991 przekazana KGB.

## Struktura organizacyjna
Skład w 1990:
- dowództwo i sztab – Vysoké Mýto;
- 375 pułk czołgów – Szumperek;
- 265 Gwardyjski pułk zmotoryzowany – Wysokie Miasto;
- 330 pułk zmotoryzowany – Ołomuniec;
- 333 pułk zmotoryzowany – Czeska Trebowa;
- 585 pułk artylerii samobieżnej – Klasztor nad Orlicą;
- pułk rakiet przeciwlotniczych – Czerwena Woda.